# Родман, Марцел
Марцел Родман (словен. Marcel Rodman; род. 25 сентября 1981, Родине, Есенице) — словенский хоккейный центральный нападающий и тренер, ныне возглавляет клуб Альпийской хоккейной лиги «Целль-ам-Зе».

## Достижения

### Клубные
- Чемпион Словении: 2005, 2006, 2009 (все — ХК «Есенице»)
- Победитель Кубка Германии: 2013 (ХК «Битигхайм Стилерз»)
- Победитель Второй Лиги Германии: 2013 (ХК «Битигхайм Стилерз»)

### В сборной
- Победитель молодёжного чемпионата мира (среди команд до 20 лет) во втором дивизионе: 2001
- Победитель чемпионата мира в первом дивизионе: 2001, 2007, 2010, 2012, 2014